# Elbert Luther Little
Elbert Luther Little, Jr., né le 15 octobre 1907 à Fort Smith (Arkansas) et décédé le 23 juin 2004, est un botaniste américain dont la carrière s'étale sur 70 ans et concerne en grande partie la botanique forestière. Bien qu'il soit né en Arkansas et mort en Oregon, il vit à Muskogee (Oklahoma) à partir de l'âge de deux ans. Dans sa vie, il est honoré par l'Oklahoma Forestry Association et l'Oklahoma Academy of Science. 